# Сокоч
Сокоч — посёлок в Елизовском районе Камчатского края России. Административный центр Начикинского сельского поселения.

## География

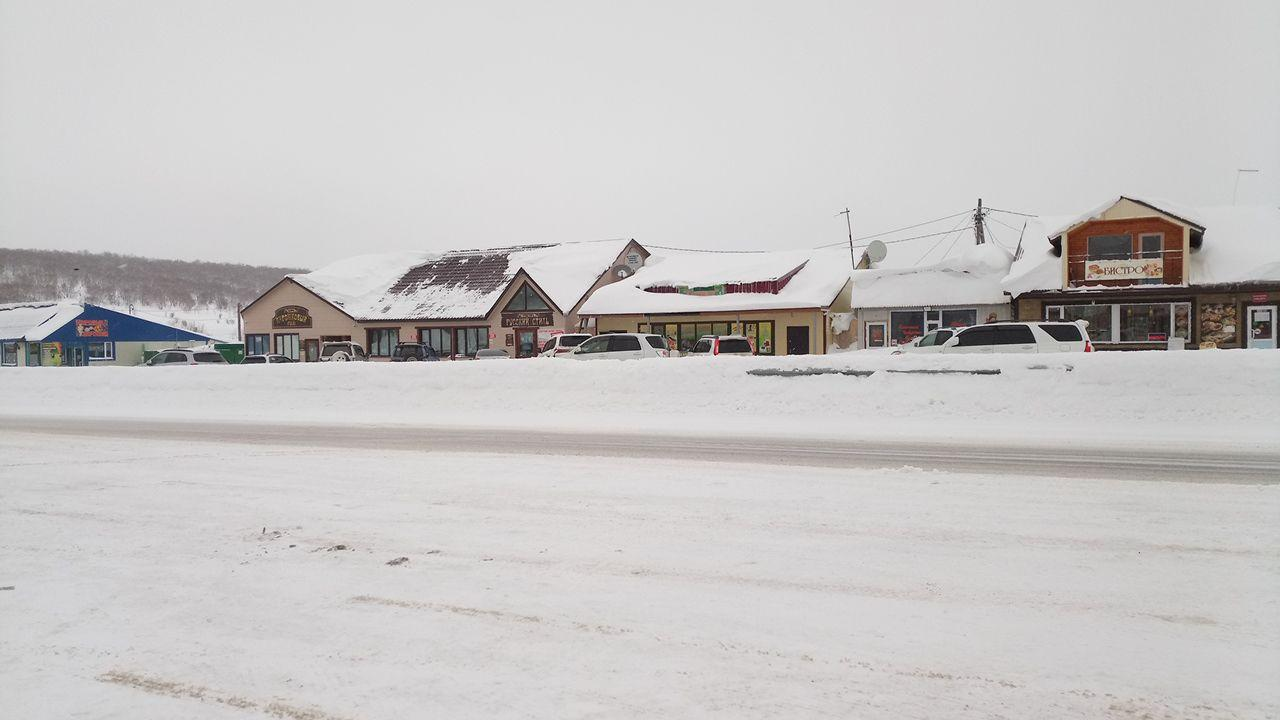
Сокоч, январь 2020 г.

Посёлок находится на берегу реки Плотникова, на расстоянии 47 км к западу от города Елизово, административного центра района.

## История
Посёлок основан в 1947 году как населённый пункт при Начикинском совхозе. Название произошло от одноимённой реки. В 1959 году присвоено наименование посёлок Сокоч.

## Население
| 2002 | 2010 | 2012 | 2013 | 2015 | 2016 | 2018 |
| ---- | ---- | ---- | ---- | ---- | ---- | ---- |
| 992  | ↘903 | ↗912 | ↘907 | ↘890 | ↘889 | ↘867 |
| 2020 |      |      |      |      |      |      |
| ↘809 |      |      |      |      |      |      |

## Улицы
| - ул. Дорожная, - ул. Лесная, - ул. Молодёжная, | - ул. Строительная, - пер. Школьный, - ул. Юбилейная. |

## Инфраструктура
В посёлке функционирует крупный свинокомплекс с поголовьем стада около 12 тысяч.